# 尖晶石族
尖晶石族（英語：Spinel group）是一类矿物的总称，具有通式AB2X4，为等轴晶系，X陰離子（通常是氧族元素，如氧和硫）为立方紧密堆积，A与B占晶格中的部分八面体和四面体空隙。A、B可以是二价、三价或四价的阳离子，通常为镁、锌、铁、锰、铝、铬、钛和硅。尖晶石中的氧也可能被其他氧族元素所替代。

## 尖晶石超族成員及底下的子分類
尖晶石族成員包括:
- 氧尖晶石族 （AB
2O
4）
  - 尖晶石亞族 （A2+B3+
2O
4） 
    - 尖晶石（鎂鋁尖晶石） – MgAl2O4
    - 锌尖晶石 - ZnAl2O4
    - 锌铁尖晶石 - (Fe,Mn,Zn)(Fe,Mn)2O4
    - 铬铁矿 - Fe2+Cr3+2O4
    - 磁铁矿 - Fe2+Fe3+2O4
    - 铁尖晶石 -  Fe2+Al2O4
    - 锰尖晶石 - MnFe2O4
    - 镍磁铁矿 - NiFe2O4

  - 鈦鐵尖晶石亞族 （A4+B3+
2O
4）
    - 鈦鐵尖晶石 - TiFe2O4
    - 尖晶橄榄石 - SiMg2O4，存在于地球内部及陨石中

- 硫尖晶石族 （AB
2S
4）
  - 硫銅鈷礦亞族 （A+
B3.5+
2S
4）
    - 硫銅鈷礦（英语：Carrollite） - CuCo
2Se
4
    - 硫銅鎳礦（英语：Fletcherite） - CuCo
2Se
4

  - 硫鈷礦亞族
    - 硫鈷礦（英语：Linnaeite） - Co2+Co3+
2S
4
    - 硫鎘銦礦（英语：Cadmoindite） - CdIn
2S
4
    - 硫銦鐵礦（英语：Indite） - FeIn
2S
4
    - 輝鎳礦（英语：Polydymite）（硫鎳礦） - FeIn
2S
4
    - 硫鈷鎳礦（英语：Siegenite） - CoNi
2S
4
    - 紫硫鎳礦（英语：Violarite） - Fe2+Ni3+
2S
4
    - 興中礦（英语：Xingzhongite） - Pb2+Ir3+
2S
4

- 硒尖晶石族 （AB
2Se
4）
  - 方硒鈷礦亞族 （A2+B3+
2Se
4）
    - 方硒鈷礦（英语：Bornhardtite） - Co2+Co3+
2Se
4
    - 方硒鎳礦 - Ni
3Se
4
    - 硒銅鈷鎳礦（英语：Tyrrellite） - Ni
3Se
4

## 尖晶石結構

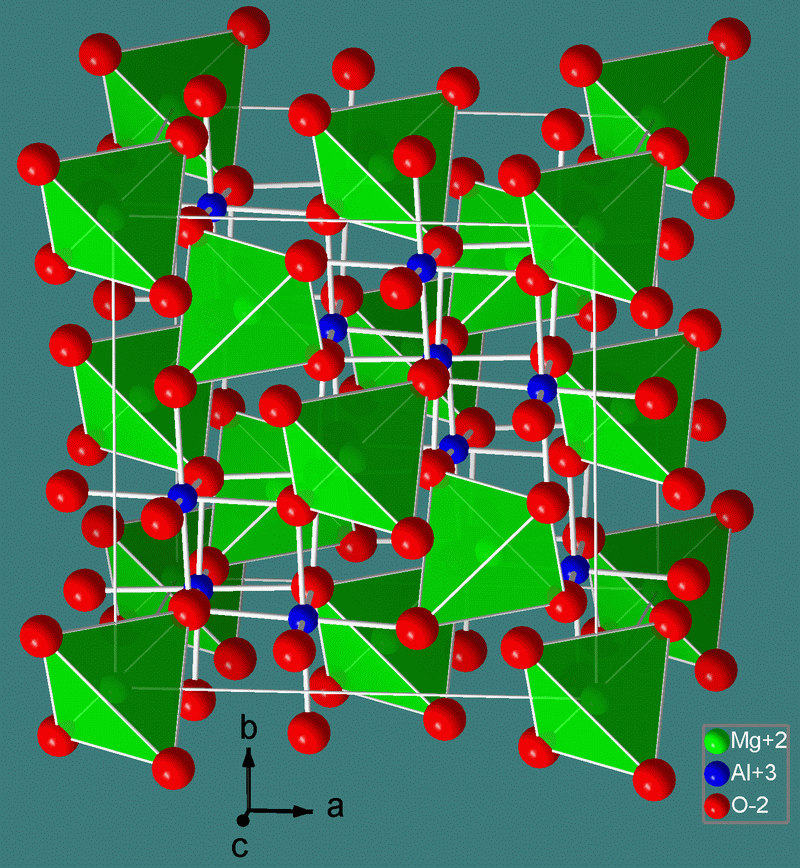
尖晶石結構，紅色為氧離子，綠色的部分為鎂離子構成的四面體。

尖晶石族礦物的空間群可以是Fd3m（跟鑽石相同），但是在某些情況（如尖晶石本身，MgAl
2O
4，當溫度超過456.6K時）實際上會是四面體的F43m。
通常尖晶石結構中氧離子的排列方式非常接近立方最密堆積，每個分子式單元有八個四面體和四個八面體位點（晶胞則為八倍）。其中四面體空隙比八面體空隙小，B離子佔據八面體空位的二分之一，而A離子佔據四面體空位的八分之一。

## 延伸閱讀
- Biagoni, C.; Pasero, M. . American Mineralogist. 2014, 99 (7): 1254–1264. Bibcode:2014AmMin..99.1254B. S2CID 102231166. doi:10.2138/am.2014.4816.
- 尖晶石结构—Steven Dutch
- 尖晶石结构（页面存档备份，存于）